# Alloispermum longiradiatum
Alloispermum longiradiatum là một loài thực vật có hoa trong họ Cúc. Loài này được (Urbatsch & B.L.Turner) B.L.Turner mô tả khoa học đầu tiên năm 1990.